# Fronte Nuovo delle Arti
Fronte Nuovo delle Arti war eine italienische Künstlergruppe. Die Gruppe wurde 1946 von den Künstlern Bruno Cassinari, Renato Birolli, Renato Guttuso, Leoncillo Leonardi, Ennio Morlotti, Armando Pizzinato, Giuseppe Santomaso, Emilio Vedova, Alberto Viani gegründet und bestand bis zum Jahr 1952.
Diese Künstler hatten gemeinsam das Manifest Manifesto di fondazione della Nuova Secessione Artistica Italiana (Für eine „Neue Sezession in Italien“) auf Initiative von Renato Birolli 1946 in Venedig unterzeichnet und damit als Vorläufer der Fronte Nuovo delle Arti die Künstlerbewegung Nuova Secessione Artistica Italiana gegründet. 
Der Name Fronte Nuovo delle Arti (italienisch für: „Neue Front der Künste“)  wurde erstmals anlässlich einer Ausstellung der beteiligten Künstler  in der „Galerie della Spiga“ („Galerie der Ähre“) in Mailand verwendet. Zu den Unterzeichnern und Mitgliedern der Nuova Secessione Artistica Italiana kamen noch die Künstler Antonio Corpora, Pericle Fazzini, Nino Franchina und Giulio Turcato zur Fronte Nuovo delle Arti in Mailand hinzu.
Kennzeichen der beteiligten Künstler war die Abstrakte Malerei, die auch vom Orphismus geprägt war. Einen weiteren großen Einfluss hatte das Werk von Pablo Picasso auf die Malerei, insbesondere dessen prismatische Gliederung der Bildelemente. Als Hauptvertreter von Fronte Nuovo delle Arti galten Renato Guttuso, Emilio Vedova und Alberto Viani.
Im Jahr 1948 präsentierten Vertreter der Gruppe ihre Werke bei der Biennale von Venedig. 1952 verließen die abstrakt arbeitenden Künstler die Gruppe und gründeten auf Initiative des Kunsthistorikers und Kunstkritikers Lionello Venturi (1885–1961) die Künstlergruppe Gruppo degli Otto. Renato Guttoso und Armando Pizzinato wandten sich fortan in ihrer Kunst einem expressiven Realismus zu.